# Светлин Кираджиев
Светлин Кираджиев е български географ и университетски преподавател, доцент.

## Биография
Роден е на 5 февруари 1930 г. в Берковица. През 1947 г. завършва Втора софийска мъжка гимназия, а през 1951 г. география в Софийския университет. От 1952 г. до 1967 г. работи като учител по география в София и е базов учител към Софийския университет и Педагогическия институт при Българска академия на науките. През 1967 г. постъпва с конкурс като научен сътрудник в Географския институт на БАН. Работи по проблемите на населението и селищата на България. Проявява интерес към вътрешните миграционни движения и към различните аспекти на урбанизацията. През 1971 г. специализира в Германия. През 1984 г. защитава докторска дисертация на тема „Географски особености на миграциите на населението в НР България“, а през 1987 г. се хабилитира и става старши научен сътрудник II степен. През 1996 – 2004 г. е доцент в катедра География в Шуменския университет и хоноруван доцент в Югозападния университет в Благоевград.

## Научни публикации
Публикува 4 научно-методически ръководства за учители и сътрудничи в методически и педагогически списания и вестници. Автор е на около 45 научни статии и студии и участва с доклади на всички научни конгреси на географите в България след 1968 г.
Взима участие в съставянето на „Атлас на Народна Република България“ (1973, съавтор на 4 карти) „Природният и икономическият потенциал на планините в България“ (1990 – раздел „Състояние и перспективно развитие на селищата“), както и в „Атлас на София и Софийската агломерация“ (1993) и „Енциклопедия на България“ (изд. на БАН в 7 тома).
През 1993 г. е издадена монографията му „География на видните българи“, в която извършва изследване на родните места на 500 видни българи, а също така и на академиците (от 1869 до 1969 г.) и на преподавателите в Софийския университет (от 1888 до 1938 г.), които са публикувани в отделни статии. Пише поредица статии и книги за София – „София, каквато е била 1878 – 1943“ (2001), „София – 125 години столица 1979 – 2004, летопис“ (2006), „София, каквато беше 1944 – 1989“ (2010). Автор е на книгите „Българските градове“ (2008) и „Българските села“ (2009).
Светлин Кираджиев е автор на книга за живота и научното дело на академик Анастас Бешков (1988) и на биографични и творчески очерци за доц. Гунчо Гунчев, проф. Любомир Динев, Любен Мелнишки, доц. Митьо Печевски, проф. Иван Батаклиев, проф. Тянко Йорданов, ст.н.с. Владимир Попов и др.
През 1998 г. публикува книгата „Хронология в развитието на географските науки в България“, издадена от Българското географско дружество по случай честването на 100-годишнината на специалност География в Софийския университет.
Светлин Кираджиев е автор или съавтор на редица научнопопулярни книги за България и света:
- „Сливен“ (1963);
- „През Западните Родопи“ (1967);
- „Из Пиринския край“ (1977);
- „Горнотракийска низина“ (1990);
- „География на България“ (1997);
- „Велико Търново“ (2007)
- „Рим“ (1971; 1983);
- „Париж“ (1980);
- „Лондон“ (1981);
- „Гърция“ (1982);
- „Италия“ (1985);
- „Срещи с градове“ (1988);
- „Япония“ (1994, в съавт.);
- „Енциклопедичен географски речник на България“ (1999);
- „Енциклопедия География на света“ (2001; 2010).[1]

Член е на Учебно-методическия съвет към Министерството на народната просвета и участва в съставянето на учебни програми по география. Дълго време сътрудничи на Института по картография при изработването на учебни географски карти и атласи. Автор е на десетина сценария за учебни филми за киностудията „Научнопопулярни филми“.